# Симфония № 3 (Сибелиус)
Симфония № 3 до мажор, опус 52 ― композиция Яна Сибелиуса, завершённая в 1907 году и впервые исполненная 25 сентября того же года Хельсинкским филармоническим оркестром под управлением автора. Первую аудиозапись осуществил финский дирижер Роберт Каянус в июне 1932 года. Произведение посвящено британскому композитору Гренвиллу Бантоку. Примерная продолжительность композиции ― 30 минут.
Симфония № 3 представляет собой поворотный момент в творчестве Сибелиуса. Если его первая и вторая симфонии — это грандиозные романтические произведения, то третья симфония демонстрирует отчетливую, почти классическую ясность музыкального языка.

## Состав оркестра
Симфония написана для 2 флейт, 2 гобоев, 2 кларнетов, 2 фаготов, 4 валторн, 2 труб, 3 тромбонов, литавр и струнных.

## Структура
Произведение состоит из трёх частей:
1. Allegro moderato (до мажор)
2. Andantino con moto, quasi allegretto (соль-диез минор)
3. Moderato – Allegro ma non tanto (до мажор)